# Маккуиллан, Рэйчел
Рэ́йчел Маккуи́ллан (англ. Rachel McQuillan; родилась 2 декабря 1971 года в Мериуэзере, Австралия) — австралийская теннисистка; победительница пяти турниров WTA в парном разряде, бронзовый призёр теннисного турнира Олимпиады в парном разряде.

## Спортивная карьера
Рэйчел Маккуиллан начала заниматься теннисом с отцом, Тедом, который с тех пор был её тренером. В октябре 1987 года, в неполные 16 лет, Рэйчел выиграла в Оберне первый в карьере турнир ITF в  парном разряде, а через месяц в Сиднее — в одиночном. В дальнейшем на протяжении карьеры она побеждала на турнирах ITF в одиночном разряде более 10 раз, а в парах более 20 раз.
В 1989 году в Афинах Маккуиллан впервые в карьере дошла до финала турнира WTA, переиграв в том числе вторую ракетку турнира Сандру Чеккини. На следующий год она уже дважды побывала в финалах турниров WTA в одиночном разряде и один раз в парном, хотя завоевать титул так и не смогла. На Открытом чемпионате Австралии она вышла в четвёртый круг после победы над 15-й ракеткой мира Хелен Келеси, после чего вошла в рейтинге WTA в число 50 лучших теннисисток мира, а в парном разряде там же дошла до четвертьфинала. Значительным успехом стало также выступление с Келли Эвернденом в Открытом чемпионате США в смешанном парном разряде, где австралийская пара дошла до полуфинала, победив посеянных третьими Элну Рейнах и Питера Олдрича и проиграв будущим чемпионам Элизабет Смайли и Тодду Вудбриджу. В этом сезоне она начала выступать за сборную Австралии в Кубке Федерации.
Результаты Маккуллан в 1991 году напоминали достижения предыдущего сезона: она по два раза побывала в финалах турниров
WTA в одиночном и парном разряде, причём в парах завоевала первый титул в Скенектади (США). В турнирах Большого шлема она дважды выходила в четвёртый круг в одиночном разряде и по разу в четвертьфинал в женских и смешанных парах. За сезон в одиночном разряде она обыграла двух соперниц из второй десятки мирового рейтинга и к июню достигла высшей в карьере 28-й позиции в рейтинге. На следующий год её основные успехи пришлись на выступления в парах: хотя она не выиграла ни одного крупного турнира, она трижды играла в финалах, на Открытом чемпионате США дошла до четвертьфинала в женском парном разряде, а на Открытом чемпионате Австралии — до полуфинала в миксте с Дэвидом Макферсоном после победы над четвёртой посеянной парой — Натальей Зверевой и Джимом Пью. На Олимпиаде в Барселоне Маккуиллан в паре с Николь Провис дошла до полуфинала, победив третью посеянную пару, и завоевала бронзовые медали. По ходу сезона она поднялась до 15 места в рейтинге теннисисток, выступающих в парном разряде, — рекордного в своей карьере. Она также дошла со сборной до полуфинала Кубка Федерации.
В дальнейшем карьера Маккуиллан развивалась без особых всплесков и резких провалов. В 1993 году она выиграла два турнира WTA в парном разряде и добавила к ним ещё два титула в начале 2000-х годов. В промежутке между этими двумя периодами она ещё пять раз доходила до финалов, включая финал парного чемпионата WTA в Эдинбурге в 1997 году, где с Наной Мияги из Японии победила четвёртую и вторую посеянные пары перед тем, как уступить посеянным первыми Николь Арендт и Манон Боллеграф. На её счету было ещё три полуфинала турниров Большого шлема в миксте (все с Макферсоном — на Открытом чемпионате Франции 1995 и 1998 года и на Открытом чемпионате США 1996 года) и два четвертьфинала в женских парах (в Австралии в 1998 году и на Уимблдоне в 2001 году). В одиночном разряде за этот период она трижды одерживала победы над соперницами из первой десятки мирового рейтинга — над Линдсей Дэвенпорт в 1995 году, над Кончитой Мартинес на Открытом чемпионате США 1997 года и над Мари Пьерс по ходу серии из шести побед (включая три в квалификационном турнире) на пути в полуфинал турнира II категории в Дубае в 2001 году.
Последние игры за сборную Маккуиллан провела в 2001 году, но на индивидуальном уровне продолжала выступать до 2003 года, в феврале которого выиграла в Бендиго (Австралия) свой последний турнир ITF. После 2003 года она вернулась на корт один раз, в 2007 году на турнире ITF в Нагое, где её партнёршей была родившаяся почти на 20 лет позже Софи Фергюсон. По окончании активной карьеры Маккуиллан работает спортивным комментатором.

## Участие в финалах турниров WTA за карьеру (22)
| Легенда             |
| ------------------- |
| Большой шлем (0)    |
| Чемпионат WTA (0+1) |
| I категория (0)     |
| II категория (0+2)  |
| III категория (1+6) |
| IV категория (4+4)  |
| V категория (1+3)   |

### Одиночный разряд (6)
Поражения (6)
| №  | Дата        | Турнир             | Покрытие | Соперница в финале | Счёт в финале  |
| -- | ----------- | ------------------ | -------- | ------------------ | -------------- |
| 1. | 11 сен 1989 | Афины, Греция      | Грунт    | Цецилия Дальман    | 3-6, 6-1, 5-7  |
| 2. | 1 янв 1990  | Брисбен, Австралия | Хард     | Наталья Зверева    | 4-6, 0-6       |
| 3. | 10 сен 1990 | Кицбюэль, Австрия  | Грунт    | Клаудиа Коде-Кильш | 6-75, 4-6      |
| 4. | 20 мая 1991 | Страсбург, Франция | Грунт    | Радка Зрубакова    | 6-73, 6-73     |
| 5. | 30 дек 1991 | Брисбен (2)        | Хард     | Николь Провис      | 3-6, 2-6       |
| 6. | 10 янв 1994 | Хобарт, Австралия  | Хард     | Мана Эндо          | 1-6, 7-61, 4-6 |

### Парный разряд (16)

#### Победы (5)
| №  | Дата        | Турнир                    | Покрытие | Партнёр        | Соперницы в финале                 | Счёт в финале  |
| -- | ----------- | ------------------------- | -------- | -------------- | ---------------------------------- | -------------- |
| 1. | 19 авг 1991 | Скенектади, Нью-Йорк, США | Хард     | Клаудиа Порвик | Николь Арендт Шэннан Маккарти      | 6-2, 6-4       |
| 2. | 23 авг 1993 | Скенектади (2)            | Хард     | Клаудиа Порвик | Флоренсия Лабат Барбара Риттнер    | 4-6, 6-4, 6-2  |
| 3. | 13 сен 1993 | Гонконг                   | Хард     | Карин Кшвендт  | Дебби Грэм Мериэнн Уэрдел-Уитмейер | 1-6, 7-64, 6-2 |
| 4. | 12 июн 2000 | Бирмингем, Великобритания | Трава    | Лиза Макши     | Кара Блэк Ирина Селютина           | 6-3, 7-65      |
| 5. | 1 окт 2001  | Токио, Япония             | Хард     | Лизель Хубер   | Джанет Ли Уинна Пракуся            | 6-2, 6-0       |

#### Поражения (11)
| №   | Дата        | Турнир                     | Покрытие | Партнёр                    | Соперницы в финале                | Счёт в финале    |
| --- | ----------- | -------------------------- | -------- | -------------------------- | --------------------------------- | ---------------- |
| 1.  | 29 янв 1990 | Токио, Япония              | Ковёр    | Джо-Энн Фолл               | Элизабет Смайли Джиджи Фернандес  | 2-6, 2-6         |
| 2.  | 24 сен 1990 | Байонна, Франция           | Ковёр    | Джо-Энн Фолл               | Катрин Танвье Луиза Филд          | 6-73, 7-65, 6-75 |
| 3.  | 23 сен 1991 | Байонна (2)                | Ковёр    | Катрин Танвье              | Патрисия Тарабини Натали Тозья    | 3-6 отказ        |
| 4.  | 3 фев 1992  | Осака, Япония              | Ковёр    | Сэнди Коллинз              | Ренне Стаббз Гелена Сукова        | 6-3, 4-6, 5-7    |
| 5.  | 27 апр 1992 | Таранто, Италия            | Грунт    | Радка Зрубакова            | Инес Горрочатеги Аманда Кётцер    | 6-4, 3-6, 6-70   |
| 6.  | 14 сен 1992 | Париж, Франция             | Грунт    | Ноэль ван Лоттум           | Патрисия Тарабини Сандра Чеккини  | 5-7, 1-6         |
| 7.  | 3 янв 1994  | Брисбен, Австралия         | Хард     | Дженни Бирн                | Лаура Голарса Наталья Медведева   | 3-6, 1-6         |
| 8.  | 10 янв 1994 | Хобарт, Австралия          | Хард     | Дженни Бирн                | Чанда Рубин Линда Уайлд           | 5-7, 6-4, 6-71   |
| 9.  | 1 авг 1994  | Сан-Диего, Калифорния, США | Хард     | Джинджер Хельгесон-Нильсен | Яна Новотна Аранча Санчес-Викарио | 3-6, 3-6         |
| 10. | 19 мая 1997 | Эдинбург, Великобритания   | Грунт    | Нана Мияги                 | Николь Арендт Манон Боллеграф     | 1-6, 6-3, 7-5    |
| 11. | 18 мая 1998 | Мадрид, Испания            | Грунт    | Николь Пратт               | Флоренсия Лабат Доминик Монами    | 3-6, 1-6         |